# Hoops (computerspel)
Hoops is een computerspel dat werd ontwikkeld door Aicom Corporation en uitgegeven door Jaleco Ltd.. Het spel kwam in 1989 uit voor de Nintendo Entertainment System. Het basketbal spel kan met één of twee spelers gespeeld worden. Het spel bevat een half veld waarbij één tegen één of twee tegen twee gespeeld kan worden. Het spel ondersteund de technieken: block, schiet, pass en dunken. De speler kan kiezen uit twee velden en groot verschillende spelers.

## Ontvangst
| Beoordeeld door                 | Jaar | Score |
| ------------------------------- | ---- | ----- |
| Electronic Gaming Monthly (EGM) | 1989 | 60%   |
| NES Archives                    | 2008 | 50%   |